# Атяшевка
Атяшевка — река в России, протекает по Кузоватовскому району Ульяновской области. Левый приток Свияги.

## География
Река Атяшевка берёт начало севернее железнодорожной станции Налейка. Течёт на восток. Устье реки находится около села Баевка в 363,5 км по левому берегу реки Свияга. Длина реки составляет 11 км, площадь водосборного бассейна — 56,4 км².

## Данные водного реестра
По данным государственного водного реестра России относится к Верхневолжскому бассейновому округу, водохозяйственный участок реки — Свияга от истока до села Альшеево, речной подбассейн реки — Волга от впадения Оки до Куйбышевского водохранилища (без бассейна Суры). Речной бассейн реки — (Верхняя) Волга до Куйбышевского водохранилища (без бассейна Оки).
Код объекта в государственном водном реестре — 08010400512112100001984.